# Camel (album)
Camel este primul album de studio al formației engleze de rock progresiv, Camel. A fost lansat în 1973 prin MCA Records. Melodia bonus "Homage to the God of Light" a fost inițial lansată pe albumul solo de debut al lui Peter Bardens, The Answer, în 1970.

## Listă de melodii

### Fața A
1. "Slow Yourself Down" (Andrew Latimer, Andy Ward) - 4:47
2. "Mystic Queen" (Peter Bardens) - 5:40
3. "Six Ate" (Latimer) - 6:06
4. "Separation" (Latimer) - 3:57

### Fața B
1. "Never Let Go" (Latimer) - 6:26
2. "Curiosity" (Bardens) - 5:55
3. "Arubaluba" (Bardens) - 6:28

### Melodii bonus
1. "Never Let Go" (Single version) (Latimer) – 3:36
2. "Homage to the God of Light" (Peter Bardens cover)

## Componență
- Andrew Latimer - chitară, voce la melodiile "Slow Yourself Down" și "Separation"
- Peter Bardens - orgă, mellotron, pian, sintetizator
- Doug Ferguson - chitară bas, voce la melodiile "Mystic Queen" și "Curiosity"
- Andy Ward - baterie, percuție